# Eunidia guttulata
Eunidia guttulata là một loài bọ cánh cứng trong họ Cerambycidae.